# Gentle Giant

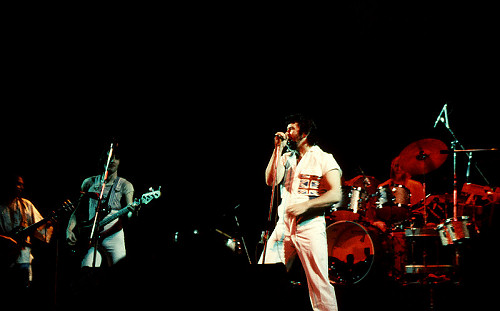
Gentle Giant in 1976.

Gentle Giant was een Britse progressieve-rockband die actief was van 1970 tot de zomer van 1980. De band maakte complexe muziek die niet makkelijk in het gehoor lag. Elk van de leden was multi-instrumentalist: in een concert speelden de zes groepsleden soms wel dertig verschillende instrumenten. Kenmerkend voor hun muziek is onder meer:
- de zang die veel gebruikmaakt van contrapunt, meerstemmigheid, en regelmatig dissonantie,
- de gebruikte ritmes en maatsoorten, en veel gebruik van onregelmatige maatsoorten (vaak wordt er binnen een nummer meermalen van maatsoort gewisseld).

De band bereikte een cultstatus onder de fans, maar er was maar beperkt commercieel succes.

## Geschiedenis
Gentle Giant kwam voort uit de band Simon Dupree and the Big Sound (bekend van de hit "Kites"), die in 1969 werd ontbonden en waarvan de drie gebroeders Shulman lid waren geweest. Samen met Kerry Minnear en Gary Green vormden zij in 1970 Gentle Giant. In datzelfde jaar verscheen het eerste album, eenvoudigweg Gentle Giant geheten. Het was een duidelijke poging om een ander geluid te produceren dan in die tijd gebruikelijk was, een mix van de dissonante twintigste-eeuwse kamermuziek met middeleeuwse koralen en jazz en rock. Het eerste album was nog duidelijk een rockalbum, maar bevatte ook al experimenten met dissonante harmonieën ("Alucard"). De band gebruikte allerlei klassieke instrumenten zoals violen, cello’s, hoorn, hobo en klarinet, maar experimenteerde ook met de Moog-synthesizer.
Het volgende album, Acquiring the Taste, ging verder met experimentele, complexe muziek. De band gebruikte nieuwe instrumenten zoals de clavinet en de mellotron. Ook de percussiesectie werd uitgebreid, zowel fysiek als muzikaal. De gebruikte ritmes waren ingewikkeld (syncopen zijn op dit album ongeveer het minimum).
Three Friends was een conceptalbum, zoals er in die tijd meerdere op de markt kwamen. Het was toegankelijker dan het voorgaande album, met name vanwege het minder gebruiken van tempo- en stemmingswisselingen, waardoor de muziek minder complex werd. Het concept van het album is eenvoudig. Het begint met drie vrienden die samen naar school gaan, volgt daarna ieder van de drie tijdens adolescentie en volwassenheid, en sluit af met een finale.
Op Octopus klonk met name de interesse van de groepsleden voor middeleeuwse muziek door. Veel elementen daarvan zijn in de songs terug te vinden. Met In a Glass House en de opvolger The Power and the Glory produceerde Gentle Giant hun meest gedurfde muziek.
Free Hand was opnieuw een conceptalbum, en was weer wat toegankelijker, evenals de opvolger Interview. Op Interview liet Gentle Giant de middeleeuwse invloeden los, en waren geen fluiten, cello's en dergelijke meer te horen. Playing the Fool was een live-album dat de live-optredens van de groep op een fraaie wijze weergeeft. Gentle Giant speelde nummers vaak in een sterk van het origineel afwijkende versie.
In de jaren na Interview werd de muziek van Gentle Giant commerciëler en gelikter. De band probeerde de concurrentie aan te gaan met Genesis, maar verloor daarbij zijn eigenheid en de fans.
In 1977 verscheen The Missing Piece, in 1978 Giant For A Day en in 1980 Civilian, maar geen van deze albums kon tippen aan de muzikaliteit van hun eerdere werk. In 1980 hield de groep op te bestaan. Sindsdien zijn nog wel oude opnamen verschenen die voorheen niet verkrijgbaar waren, maar van een echte reünie is het tot op heden nooit gekomen. Wel kwamen Minnear, Weathers en Ray en Phil Shulman in 2004 samen om drie nieuwe nummers op te nemen voor de boxset Scraping The Barrel.
In 2008 vormden Gary Green en Malcolm Mortimore de band Rentle Giant, die nummers van Gentle Giant speelde. In 2009 sloot Kerry Minnear zich bij deze band aan en werd de naam veranderd in Three Friends.

## Bezetting
Door de jaren heen is de bezetting vrij constant geweest, behalve de drummers, die de eerste jaren twee keer wisselden. Verder heeft alleen Phil Shulman de band om privéredenen verlaten.
| Gary Green        | 1970-1980 | leadgitaar, mandoline, zang, blokfluit, basgitaar, drums, xylofoon              |
| Kerry Minnear     | 1970-1980 | zang, keyboard, basgitaar, cello, vibrafoon, xylofoon, gitaar, blokfluit, drums |
| Derek Shulman     | 1970-1980 | leadzang, basgitaar, saxofoon, blokfluit, keyboard, drums, percussie            |
| Phil Shulman      | 1970-1972 | saxofoon, trompet, zang, klarinet, blokfluit, percussie                         |
| Ray Shulman       | 1970-1980 | basgitaar, trompet, viool, gitaar, percussie, zang, altviool, drums, blokfluit  |
| Martin Smith      | 1970-1971 | drums, percussie                                                                |
| Malcolm Mortimore | 1971-1972 | drums, percussie                                                                |
| John Weathers     | 1972-1980 | drums, percussie, vibrafoon, xylofoon, zang, gitaar                             |

## Discografie
| 1970 | Gentle Giant |
| 1971 | Acquiring the Taste |
| 1972 | Three Friends |
| 1973 | Octopus |
| 1973 | In a Glass House |
| 1974 | The Power and the Glory |
| 1975 | Free Hand |
| 1975 | A Giant Step (compilatie) |
| 1976 | Interview |
| 1976 | Playing The Fool - The Official Live (live) |
| 1977 | The Missing Piece |
| 1977 | Pretentious (compilatie) |
| 1978 | Giant for a Day |
| 1980 | Civilian |
| 1994 | In Concert (liveopnamen van BBC Radio uit 1978) |
| 1996 | Out of the Woods (BBC-opnamen uit de periode 1970-1975) |
| 1996 | The Last Steps (het laatste liveconcert in de Verenigde Staten in 1980)                                                                                                  |
| 1997 | Under Construction (niet eerder uitgebrachte studio- en demostukken) |
| 1998 | King Biscuit Flower Hour (liveopnamen uit 1975) |
| 1998 | Out of the Fire (liveconcert uit 1973 plus een heruitgave van In Concert)                                                                                                |
| 2000 | Totally out of the Woods (heruitgave van Out of the Woods met enkele extra nummers)                                                                                      |
| 2000 | Live in Rome 1974 (officiële uitgave van de bootleg-cd Giant Steps Forward)                                                                                              |
| 2003 | Giant on the Box (dvd met onder meer opnamen van een concert in 1974 voor de ZDF, een Amerikaans tv-concert en zwart-witopnamen van een interview voor de Italiaanse tv) |
| 2004 | Scraping the Barrel (4 cd's met allerlei niet eerder uitgebrachte stukken)                                                                                               |
| 2005 | Live in New York 1975 (op het label Glasshouse; een opname van een concert op 3 oktober 1975 in de White Plains Music Hall, New York)                                    |